# Charlie Norman

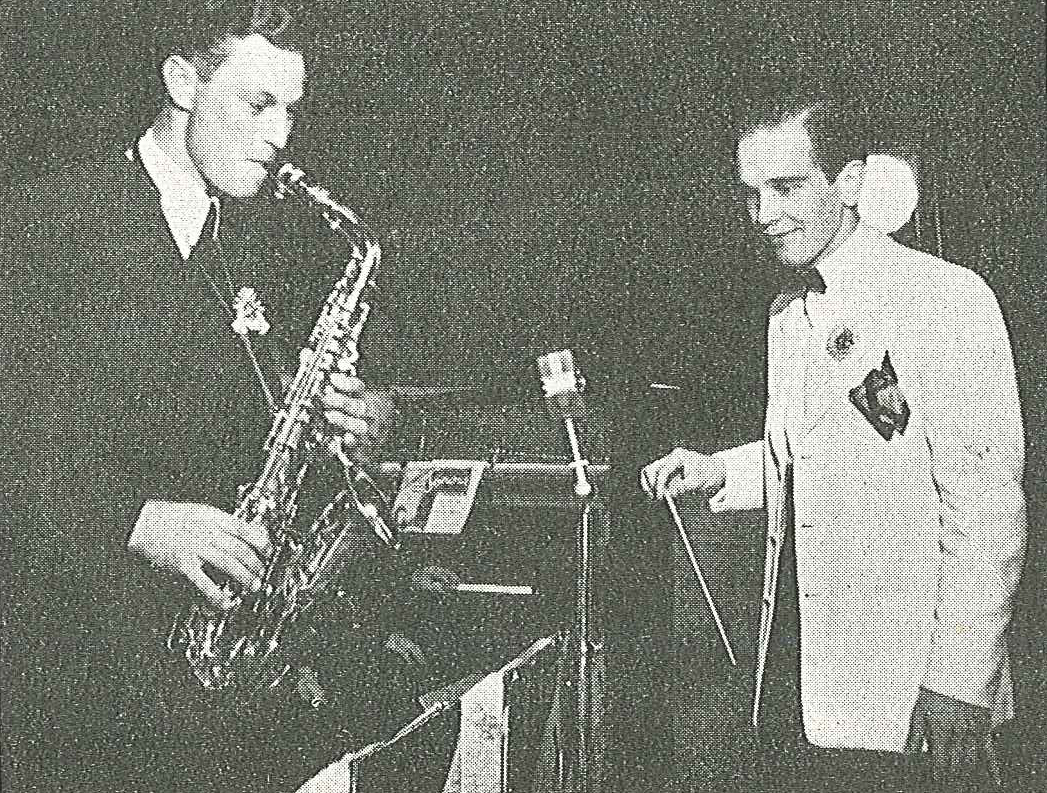
Efter sin sjukdomsperiod 1942 ledde Charlie Norman under en period ett lokalt band i hemstaden Ludvika, där bland annat altsaxofonisten Filip Jansson ingick.

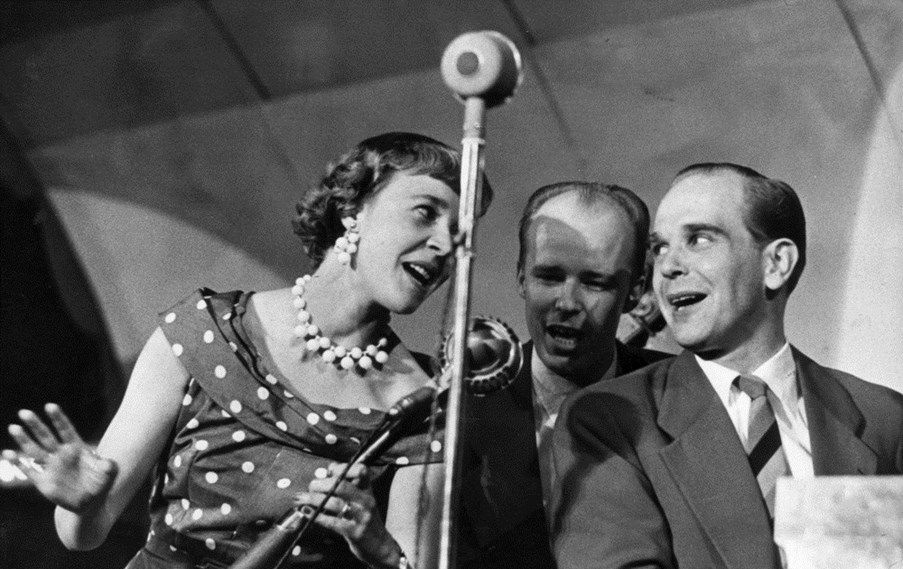
Charlie Norman, Alice Babs och på gitarr Roffe Berg i Sikforsen, 19 augusti 1954.

Karl Erik Albert "Charlie" Norman (under sin tidiga karriär även kallad Charles), född 4 oktober 1920 i Ludvika i Dalarna, död 12 augusti 2005 i Danderyd i Stockholms län, var en svensk pianist och artist, framförallt känd för sin boogie woogie. Han är far till artisten Lennie Norman.

## Biografi

### De tidiga åren
Charlie Norman lockades tidigt av musiken. Han spelade trumpet i skolorkestern och tog pianolektioner. Hans föräldrar ville inte att han skulle satsa på en musikerkarriär utan såg till att han valde ett ordentligt yrke, han började arbeta som svarvare vid ASEA Ludvikaverken. På fritiden spelade han piano i en egen dansorkester. 
Vid en orkestertävling i Borlänge 1937 blev Norman upptäckt som pianist och inledde på midsommarafton samma år sin professionella karriär med Sven Fors orkester på Societetsrestaurangen i Varberg. Sedan följde engagemang hos orkesterledare som Sune Lundvall, Håkan von Eichwald och Seymour Österwall.

### 1940-talet
Norman drabbades av tbc och hamnade på sjukhus 1942 under en längre tid. Det var nu som han började skriva grammofonarrangemang, samtidigt utarbetade han en korrespondenskurs i arrangemang för dansorkestrar. 
Redan i början av 1940-talet spelade han boogie woogie, en musikgenre som blev hans signum. Charles boogie blev en succé när den gavs ut på grammofonskiva 1941. 
Han hamnade i rejält blåsväder 1949 när han arrangerade om Edvard Griegs klassiska Anitras dans till Anitras Dance Boogie Det blev ett ramaskri från Grieg-stiftelsen i Norge och skivbolaget Metronome blev tvungen att dra in den återstående upplagan. Men då hade skivan redan sålts i 10 000 exemplar. Den kolossalt svängiga Anitras Dance Boogie kom sedan att bli en av de mest önskade melodierna i Charlies repertoar.[källa behövs]
Under 1940-talet gjorde han flera framträdanden utomlands. Han gjorde sin TV-debut i Paris 1947, ett program där även världsstjärnan Edith Piaf medverkade. 1949 bildade han en orkester för att underhålla amerikanska militärer på Officers Club i Frankfurt.

### 1950- och 1960-talen
År 1951 startade han en trio tillsammans med Rolf Berg och Bengt Wittström och började göra scenshower på olika estrader. Han gjorde många grammofoninspelningar, bland annat landsplågan Käre John med Alice Babs som blev Sveriges första guldskiva. Samarbetet med Alice (de lärde känna varandra redan 1940blev mycket lyckosamt och varade under många år. På 1990-talet lyckades Charlie övertala Alice att göra comeback efter många tysta år i Spanien.
Under 1950-talet nådde Charlie Norman ut till den stora publiken genom radion. Han gjorde den populära radioserien Nattugglan som följdes av Charlie Norman Show och Charlie i skolan. Han medverkade i Dagens revy tillsammans med Gösta Bernhard, Sickan Carlsson och Stig Järrel. I TV medverkade han bland annat i barn och familjeprogrammet Småstad. 1963 deltog Norman i Melodifestivalen tillsammans med Rolf Berg och Hasse Burman med bidragen Storstadsmelodi och Hong-Kong-Song.

### Senare år
Under 1970 och 1980-talen spelade han tillsammans med sonen Lennie Norman och Ronnie Gardiner, bland annat tio vintrar på Kanarieöarna där de underhöll svenska turister. Han gjorde krogshower på Berns och Bacchi Wapen i Stockholm, på Restaurang Trägårn i Göteborg och Kronprinsen i Malmö.
De sista åren spelade han ofta tillsammans med Robert Wells som själv hade Norman som förebild.
Under senare år bodde Norman i Bro i Upplands-Bro kommun.
Han var aktiv som musiker in i det sista och gjorde sitt sista framträdande på Skansen bara ett par månader före sin död.

## Utmärkelser
- 1966 – SKAP-stipendiet
- 1993 – Fred Winter-stipendiat
- 1997 – Grammisgalans hederspris[8]
- 1997 – Lisebergsapplåden
- 2003 – Thore Ehrling-stipendiet

## Museum
Större delen av hans musikaliska kvarlåtenskap kan studeras på Jazzens Museum i Strömsholm.

## Diskografi (urval)
- 1948 – Jitterboogie / A. F. N. Boogie (Colombia, 78-varvare)
- 1959 – Trudy (EP, Norge) (Som "Charlie Norman Quartet")
- 1965 – Charlie Norman Show
- 1968 – Charlie Norman Show på Berns - Banne mej!
- 1970 – Charlie...
- 1971 – Tribute to Fats Waller
- 1973 – Garner och hemvävt
- 1975 – Charlie live
- 1976 – En glad x-Mas
- 1979 – The Boogie Woogie Touch
- 1980 – Charlie Norman går på party
- 2001 – 1 timme, 12 minuter & 24 sekunder
- 2003 – En salig röra

## Filmografi (urval)
Charlie Norman medverkade i ett antal långfilmer.

### Musik
- 1948 – Kvinnan gör mig galen
- 1950 – Kastrullresan
- 1951 – Spöke på semester
- 1952 – Oppåt med Gröna Hissen
- 1952 – Farlig kurva
- 1954 – Farlig frihet
- 1957 – Som man bäddar...
- 1957 – Aldrig i livet

### Medverkan
- 1941 – Gatans serenad
- 1949 – Kvinnan som försvann
- 1952 – Drömsemester
- 1953 – Kungen av Dalarna
- 1956 – Johan på Snippen
- 1964 – Tre dar på luffen